# Ромен (Мёрт и Мозель)
Роме́н (фр. Romain) — коммуна во французском департаменте Мёрт и Мозель региона Лотарингия. Относится к  кантону Байон.	

## География
Ромен расположен в 24 км к юго-востоку от Нанси. Соседние коммуны: Шармуа на северо-востоке, Меонкур, Ландекур и Энво на юго-востоке, Эньевиль, Байон, Лоре и Сен-Мар на юго-западе, Домтай-ан-л'Эр на западе, Оссонвиль на северо-западе.

## История
- Некрополь эпохи Меровингов, уничтожен в 1839 году.

## Демография
Население коммуны на 2010 год составляло 59 человек.
| 1962 | 1968 | 1975 | 1982 | 1990 | 1999 | 2010 |
| ---- | ---- | ---- | ---- | ---- | ---- | ---- |
| 26   | 28   | 26   | 43   | 51   | 51   | 59   |